# 散爆网络
散爆网络，全称上海散爆网络科技有限公司，又名云母组，是一家成立於2015年10月26日，總部位於中國上海的電子遊戲公司。代表作为手机游戏《少女前线》。
目前，散爆網絡旗下遊戲的運營，由散爆網絡的子公司上海暗冬网络科技有限公司負責。

## 歷史

### 2015年前：同人社團「雲母組」
散爆網絡起源於2008年由黃翀（筆名羽中）建立的同人游戏社團「云母组」（MICA team），黃翀擔任社長。社圖期間的主要作品為由黃翀執筆的《军武枪械娘！》系列同人志。
2008年，姚蒙建立了一個同人遊戲開發者論壇，黃翀加入論壇後與姚蒙結識。兩人合作製作了名為《中国同人游戏志》的同人本。2012年下半年，黃翀找到姚蒙，提出與姚蒙合作製作戰棋類遊戲《面包房少女》。黃翀的雲母組負責美術和遊戲設計的思路，姚蒙領導的同人社團StudioGM（GAME MASTER）負責程式設計。遊戲於2013年初開發完成，於2013年3月9日发售，在同人遊戲圈獲得好評。同年，钟祺翔（海猫络合物）加入云母组。

### 2015年－2019年：《少女前線》
2015年5月，雲母組再次與姚蒙合作，《少女前线》立項。雲母組負責開發，姚蒙負責發行。在黃翀、姚蒙等人的投資下，雲母組成員共同創立了上海散爆网络科技有限公司，黃翀擔任法人。8月31日，《少女前线》进行了第一次测试，獲得不錯的反響。9月，散爆网络与同年7月由姚蒙創立的阵面网络签署关于《少女前线》的代理合同，阵面网络向散爆網絡投資100萬元人民幣，獲得5%股權，而阵面网络获得《少女前线》在中國大陸、港澳臺、日本的代理發行權。2015年10月26日，《少女前线》进行了第二次测试，遊戲使用者介面和核心玩法都進行了大幅度調整。遊戲獲得熱烈的反響，大量玩家湧入伺服器後，使得伺服器宕機了8小時左右。2016年1月25日，《少女前线》開啟了第三次测试，伺服器又再次出現問題，只運行2小時就宕機停服，花費9天修復後才在2月4日重新上線。
由於缺乏開發和運營方面的經驗，多次的伺服器崩潰激化了散爆和陣面雙方的矛盾。黄翀认为阵面网络未能提前做出预案，导致服务器问题频发。阵面网络则认为云母组不愿承担责任，并且在服务器配置上未提供足够意见。双方在责、权、利上的混乱导致问题无法解决。接受觸樂採訪的許多受访者认为，两边都有责任，但由于沟通不畅和缺乏合作，问题始终得不到解决。黃翀觉得阵面网络的投资和运营未能达到预期，导致双方信任逐渐破裂。元气资本在2015年10月前后开始接触散爆網絡。之後，陣面網絡指控元气资本试图通过多种手段影响云母组对阵面网络的信任；尽管黃翀和元气资本否认这种影响，但元气资本确实在测试期间提供了技术支持，并介绍了新的合作伙伴数字天空。2016年2月，黃翀决定寻找新的发行商，并与风际网络接触。但双方未能在是否引入风际网络的问题上达成共识，合作未果。3月8日，黃翀发现阵面将《少女前线》安卓渠道授权给胡莱游戏，导致双方矛盾爆发。次日，云母组试图解决此问题，但信任已无法恢复。3月9日晚，双方试图签署解除代理合同，但姚蒙將解約合同收走，导致问题进一步恶化。4月11日，散爆網絡搬离联合办公室。散爆網絡解除了與陣面網絡的獨家代理協議，將《少女前線》交給成都数字天空代理。5月9日，散爆网络称由于运营阵面网络不愿意交出玩家数据，因此玩家不能继承图鉴以及2月17日和18日的充值，需要使用充值时的支付宝账号购买1元充值选项，经过人工核实后予以返还。此事引发不少玩家批评。5月19日，阵面网络在公告指责散爆网络单方面违约，擅自将游戏代理权授予第三方。5月20日，由数字天空运营的《少女前线》进行安卓不删档测试，但官方开服前没有告知玩家三测账号无法使用，不少拥有三测账号的玩家因此没有提前注册新账号；这也导致开服后同时进行注册的人过多，短信系统不能及时响应。此外还存在许多玩家的预约礼包兑换码无法使用的问题。
儘管歷盡波折，《少女前線》仍然大獲成功。港台伺服器於2017年1月18日開通；2017年6月30日開通韓國伺服器，就獲得了Google Play三個多月暢銷遊戲前6名、App Store日間營收第一的成績；2018年8月1日開通日本伺服器。2024年12月31日，《少女前線》中國大陸服因版號問題停運。

### 2020年至今：《少女前線》系列續作
2020年5月15日，在《少女前线》4周年直播活动中，散爆網絡确认了续作《少女前线2：追放》以及基于《少女前线》世界观的衍生游戏《少女前线：云图计划》和《少女前线：谲境》。
《少女前线：云图计划》是以Roguelike玩法為核心的卡牌游戏。自2020年5月公佈《云图计划》的開發計劃後，同時遊戲在TapTap上架並展開預約。2021年1月28日至31日，《少女前线：云图计划》参展2021台北國際電玩展，營運團隊表示遊戲預計於2021年推出。2021年6月11日，《少女前線：雲圖計劃》的移動端獲得國家新聞出版署批出的遊戲版號，遊戲正式滿足在中國大陸發行的要求。2021年9月23日，《少女前线：云图计划》在iOS和Android開啟公测。上線前，全网预约数就超过了200万；遊戲上线当天登顶iOS免费榜，位列畅销榜第11名。2022年11月21日，《少女前线：云图计划》海外伺服器開通，登頂應用商店免費榜；11月23日，韩国、台湾伺服器開通，登頂應用商店免费榜，以及畅销榜第7、游戏畅销榜第4；11月24日，日本伺服器開通，登頂App Store和Google Play下载榜。
《少女前线：谲境》的前身是《少女前线》的同人作品《HK416 Not Found》，其製作人受到散爆網絡的邀請加入公司後，《少女前线：谲境》轉正成為散爆網絡的遊戲项目。2022年2月，《少女前线：谲境》被曝光製作人已經離職，项目則被凍結。
《少女前线2：追放》是《少女前線》的續作，講述《少女前線》主線約10年後發生的故事。2023年3月，《少女前线2：追放》获得中国国家新闻出版署的版号批准。《少女前线2：追放》於2021年6月進行了「首航測試」，10月18日進行了「重歸測試」，2023年7月20日進行了「火種測試」，9月28日進行了「引力测试」。《少女前线2：追放》於2023年12月21日公測。上線後迅速攀升至iOS游戏免費榜第二，策略遊戲賽道第一，畅销榜前十。
2019年7月26日，散爆網絡宣布将重制《面包房少女》，并更名为《逆向坍塌：面包房行动》。遊戲於2023年3月10日至14日在Steam平台開啟封閉測試，2024年3月22日正式發售。
2021年4月，腾讯关联公司广西腾讯创业投资有限公司入股散爆網絡，持股比例达到20%，成为散爆網絡的第三大股东。散爆網絡執行長黃翀發表內部信，表示“散爆将保持百分百独立开发运营和自主企业经营的模式，并将进一步集中资源着眼于最高品质的游戏创新与制作。”據竞核報道，據傳騰訊已於2022年年底從散爆網絡撤資。
2023年1月22日，散爆網絡宣布正在开发根據劉慈欣原著小說改編的科幻模擬遊戲《流浪地球》。

## 主要作品

### 游戏
- 《麵包房少女》（2013年3月9日发售）
- 《少女前线》（2016年5月20日上線）
- 《少女前线：云图计划》（2021年9月23日上線）
- 《少女前线2：追放》（2023年12月21日上線）
- 《逆向坍塌：面包房行动》（2024年3月22日發售）

### 动画
- 《少女前線 人形小劇場》（第1期於2019年7月28日播出，全24話；第2期於2020年10月播出，全12話）
- 《少女前線》（2022年1月7日播出，全12話）

### 漫画
- 《少女前線 人形之歌》（於《Comic REX》2019年9月起連載）
- 《少女前線 Trigger Happy》（於《漫畫4格Palette》2020年2月起連載）

## 社會活動
2023年12月19日，散爆网络为甘肅臨夏地震捐款100万元。

## 外部連結
- 官方网站